# データカードダス ドラゴンボールZ
『データカードダス ドラゴンボールZ』は、バンダイより発売されているトレーディングカードを使用するアーケードゲーム『データカードダス』の一つ。また、「データカードダス ドラゴンボールZシリーズ」の1作目である。
2005年3月中旬から、2006年4月中旬にかけて稼働し、続編の『データカードダス ドラゴンボールZ2』の登場によって稼働終了した。そして、『ドラゴンボール改』放送中の2010年11月に派生シリーズ『ドラゴンボールヒーローズ』が稼働した。

## 遊び方
1. お金を入れる。
2. 「ひとりで遊ぶか」（赤のボタン）、「ふたりで対戦するか」（緑のボタン）、「遊ばずに買うか」（青のボタン）のどれか一つを30秒以内に選ぶ。時間内に、どのボタンも押さなければ、自動で「遊ばずに買う」となる。
3. 「ひとりで遊ぶ」を選んだ場合は、ゲームのレベルを選択することになり、はじめて（緑のボタン）、ふつう（赤のボタン）、つよい（青いボタン）を、また30秒以内に選択。時間内に選択しなかったとき、「はじめて」となる。
4. 「二人で遊ぶ」を選んだ場合は、1Pと2Pに分かれて対戦することができる。
5. 「遊ばずに買う」を選んだら、「本当によろしいですか?」という画面が出てきて、「はい」と選択すると、カードを買うことができる。また、カードが機体から排出されたとき、画面にこのゲームに関する情報を見ることができる。

## カード関係

### 種類
種類は、バトルカード、サポートカード、イベントカードの3種類。カード表面のふちの部分の色がバトルカード（青）、サポートカード（緑）、イベントカード（赤）とそれぞれ異なっている。また、カード裏面に表記されている漢字の文字もそれぞれ異なっており、バトルカード（闘）、サポートカード（技）、イベントカード（激）となっている。

### レア度
レア度は4種類。
- ノーマル……文字も光っておらず、キラ加工されていない。
- レア…………文字のみ光っている。
- 激レア………キラ加工のみされている。
- 爆レア………文字が光っており、キラ加工もされている。

### ラインナップ
第1弾から第8弾まで販売された。また、「SPカード」というイベント関係、雑誌などの付録でしか手に入らないカードもある。カード枚数は、3種類合計にすると285枚になる。
- 第1弾（3月中旬稼働）……合計52枚
- 第2弾（4月下旬稼働）……合計15枚
- 第3弾（6月中旬稼働）……合計25枚
- 第4弾（8月中旬稼働）……合計25枚
- 第5弾（10月中旬稼働）……合計25枚
- 第6弾（11月上旬稼働）……合計25枚
- 第7弾（1月下旬稼働）……合計25枚
- プレミアムエディション（第8弾）（3月上旬稼働）……合計50枚
- SPカード……合計43枚

## 超カードゲームとの関係
今作の「プレミアムエディション（第8弾）」のカードは、カードゲームと混ぜて使用することができる。しかし、第1 - 7弾までのカードは、超カードゲームの情報が表記されていないため、混ぜて使用することができない。